# 양준욱
양준욱(梁準郁, 1957년 6월 9일 - )는 대한민국 서울특별시의회 의장을 지낸 정치인이다.

## 학력
- 광주석산고등학교 졸업
- 한려대학교 경영학 학사
- 경희대학교 공공대학원 행정학 석사

## 경력
- 시민환경감시단 회장
- 민주연합 청년동지회 회장
- 1998.07 ~ 2002.06: 제3대 서울특별시 강동구의회 의원
- 2002.07 ~ 2006.04: 제4대 서울특별시 강동구의회 의원
  - 2004.07 ~ 2006.04: 제4대 서울특별시 강동구의회 후반기 부의장
- 2008.06 ~ 2010.06: 제7대 서울특별시의회 의원
- 2010.07 ~ 2014.06: 제8대 서울특별시의회 의원
- 2014.07 ~ 2018.04: 제9대 서울특별시의회 의원
- 한성대학교 겸임교수

## 역대 선거 결과
|  | 27.12% |

|  | 56.94% |

|  | 55.67% |

|  | 20.44% |

|  | 55.19% |

|  | 59.13% |

|  | 55.63% |

|  | 39.91% |